# La Creu Gran
La Creu Gran era una creu de terme de Sant Boi de Lluçanès (Osona) que estava situada sobre un aflorament rocós entre les Cases Noves i l'actual seu de l'Ajuntament, davant de cal Met. Es tractava d'una creu de terme de pedra treballada i de gran alçada, que estava esculpida amb diferents motius religiosos a banda i banda. Fou destruïda pels volts de la Guerra Civil. Es conserven documents gràfics de la creu.